# Léon le Mathématicien
Léon le Mathématicien (Λέων ό Μαθηματικός)  ou Léon le Philosophe (Λέων ό Φιλόσοφος ) est un savant, philosophe et religieux byzantin né entre 790 et 800 et mort après 869, sans doute à Constantinople. Il fut métropolite de Thessalonique de 840 à 843.

## Biographie
Léon serait né en Thessalie et serait apparenté à Jean le Grammairien, qui fut aussi réputé pour sa grande science. Il fit des études à Constantinople, où il apprit « la grammaire et la prosodie », c'est-à-dire les disciplines du trivium, mais il ne put trouver dans la capitale une école à même de satisfaire sa soif de connaissances. Il se serait alors rendu sur l'île d'Andros où un vieux moine érudit l'instruisit dans les domaines de la rhétorique, de la philosophie et de l'arithmétique. Mais toujours insatisfait, il alla de monastère en monastère pour y consulter les livres conservés dans les bibliothèques, et parfois il se retirait dans des lieux déserts, plongé dans ses méditations. Il acquit ainsi toutes les sciences εἰς ἂκρον, sur le bout des doigts : « la philosophie et ses sœurs, à savoir l'arithmétique, la géométrie et l'astronomie, et même la musique » (c'est-à-dire les disciplines du quadrivium).
De retour à Constantinople, il y ouvrit une école, installée dans une maison particulière, où il enseignait toutes les disciplines intellectuelles à des fils de riches familles qui se destinaient à des carrières de fonctionnaires. Il faut d'autre part remarquer que, s'il était le cousin de Jean le Grammairien, ce dernier, homme également très savant, était un proche des empereurs depuis l'accession au trône de Léon V l'Arménien en 813 ; dans les années 820, il était précepteur du prince héritier Théophile, et à l'avènement de celui-ci, en 829, devint syncellos et collaborateur de l'empereur, chargé d'une mission diplomatique à Bagdad vers 830. Son cousin Léon devait avoir ses entrées au palais.
Le Continuateur de Théophane rapporte un récit jugé suspect par les historiens : un jour, un de ses anciens élèves, à qui il avait enseigné la géométrie, et qui était devenu secrétaire d'un stratège, fut fait prisonnier par les Arabes au cours d'une bataille, devint esclave au palais du calife al-Mamun à Bagdad, et stupéfia ce dernier et les savants dont il aimait à s'entourer par l'étendue de ses connaissances en géométrie. Apprenant qu'il devait tout son savoir à Léon, il le renvoya à Constantinople avec une lettre destinée à son maître par laquelle il invitait celui-ci à venir professer à Bagdad. Léon, par patriotisme ou par prudence, remit la lettre au logothète Théoctiste, et c'est ainsi que l'empereur Théophile apprit qu'il avait dans sa capitale un savant que le calife lui enviait : il lui accorda une pension, et son enseignement se fit désormais publiquement dans l'église des Quarante-Martyrs. Al-Mamun revint à la charge et écrivit directement à l'empereur, qui lui opposa une fin de non-recevoir. Léon aurait quand même répondu par courrier à des consultations du calife. On ignore ce qu'il faut retenir de cette histoire, qui n'existe que dans les sources byzantines, mais si elle a un certain fond de vérité, elle doit se placer entre l'avènement de Théophile, en 829, et la mort d'al-Mamun en 833.
Vers 840, Léon fut nommé métropolite de Thessalonique par Théophile et par Jean le Grammairien, qui était patriarche de Constantinople depuis 837 environ. Il apparut ainsi comme un des hauts dignitaires du clergé iconoclaste, bien qu'on ne lui connaisse aucune prise de position dans ce domaine. On a conservé l'homélie qu'il composa pour la fête de l'Annonciation de 842, qui est plus un exercice d'érudition que de piété, et qui d'ailleurs parle d'images religieuses. Quoi qu'il en soit, il fut déposé en 843 en même temps que Jean le Grammairien, au moment du rétablissement du culte des images. Mais il n'était pas, et de loin, aussi compromis que Jean dans l'iconoclasme, et ne fut pas frappé de la même damnatio memoriae.
Après 843, à une date incertaine, le patrice, puis césar Bardas, frère de l'impératrice Théodora et oncle de l'empereur Michel III, créa dans le palais de la Magnaure (une salle de cérémonie du palais impérial, où on recevait les ambassadeurs) une école pour servir de cadre à l'enseignement de Léon et d'autres savants dont certains au moins étaient ses anciens disciples : Théodore (ou Serge), disciple avéré, spécialisé en géométrie, Théodègios, en arithmétique et en astronomie, et Komètas, en grammaire. Léon, lui, s'occupait de la philosophie, qui devait couvrir l'ensemble des disciplines. On sait peu de choses du statut et du fonctionnement de cette école, notamment s'il s'agissait d'un mécénat purement privé de la part de Bardas ou d'une institution plus officielle. À la même époque, Photios Ier de Constantinople, neveu de Jean le Grammairien et d'une génération plus jeune que Léon, donnait un enseignement comparable dans sa demeure privée ; mais alors que Léon, comme Jean, semble avoir été surtout intéressé par les sciences mathématiques du quadrivium, Photios était davantage tourné vers le trivium, c'est-à-dire une culture philologique et rhétorique ayant trait à l'éthique humaine. 
Parmi les élèves fameux de Léon pendant cette période, qui fut aussi celui de Photios, et qui occupa ensuite lui-même une charge d'enseignement, il y eut Constantin dit « le philosophe  » (827-869), plus connu par la postérité sous son nom monastique de Cyrille, qui partit en 863, avec son frère Méthode, évangéliser les Slaves de Grande Moravie et inventa pour eux l'alphabet glagolitique. Il faut peut-être aussi nommer Léon Choirosphaktès, qui a consacré au Mathématicien une épigramme funèbre. 
Cet enseignement très axé sur l'héritage scientifique de l'Antiquité païenne suscita des attaques de la part de milieux dévots : nous avons conservé des poèmes d'un ancien élève de Léon nommé Constantin, qui tantôt, dans un texte, dénonce son maître décédé comme païen (et lui souhaite un bon séjour dans l'Hadès avec ses amis Chrysippe, Socrate, Proclos, Platon, Aristote, Épicure, Euclide et Ptolémée, Homère, Hésiode et Aratos), tantôt, dans un autre, s'excuse de son ingratitude envers son « second père », mais se félicite d'avoir trouvé un nouveau maître, Photios. Il n'y a pas de raison de penser, comme certains l'ont cru, que l'auteur de ces poèmes est Constantin « le philosophe », qui d'ailleurs est mort avant Léon. 
Léon était toujours vivant en 869, année où il échappa aux effets d'un tremblement de terre qu'il avait prédit. On ne sait pas en quelle année il mourut. Il passa dans les générations suivantes pour « l'homme le plus éminent de son temps en toute espèce de science ». L'école de la Magnaure, qu'il avait dirigée, laissa aussi un grand souvenir. Sa légende se mêla quelque peu à celle de l'empereur Léon VI le Sage, et les deux personnages furent parfois confondus.

## Activité intellectuelle
Léon est resté pour la postérité comme l'homme qui, dans les deux premiers tiers du IXe siècle, a développé et remis à l'honneur à Byzance, notamment par une activité de recherche et de transcription des vieux manuscrits oubliés, les sciences mathématiques (arithmétique, géométrie), l'astronomie qui leur était liée, et d'autres sciences naturelles comme celles qui se rapportaient à la médecine. Avec le temps, il semble que son intérêt, qui, au début, se portait exclusivement sur les sciences du calcul et de la mesure, se soit élargi à des textes plus littéraires et humanistes, notamment à l'œuvre de Platon ; cette évolution s'est peut-être faite sous l'influence de son cadet Photios, qui devait avoir une vingtaine d'années de moins que lui, et dont les centres d'intérêt étaient nettement plus littéraires : nous avons conservé une épigramme de Léon où il rend hommage à Photios et se déclare son élève, en l'appelant « professeur pour vieillards » (γεροντοδιδάσκαλος)dans l’Euthydème de Platon. 
Nous pouvons nous faire une idée de la culture d'origine de Léon en examinant le petit nombre de manuscrits grecs qui nous restent de la période 830-850 environ et qui contiennent des œuvres scientifiques: le Vaticanus graecus 1594, contenant l'Almageste et d'autres œuvres de Claude Ptolémée, manuscrit ayant sûrement appartenu à Léon ; le 190 de la même collection, dans lequel on trouve les Éléments et les Données d'Euclide, suivis du commentaire de Théon d'Alexandrie sur les Tables faciles de Ptolémée ; le 204 de la même série, qui contient un corpus de mathématiciens et d'astronomes (Théodose, Autolycos, Euclide, Aristarque, Hypsiclès, Eutocius et Marinus) ; le manuscrit Oxoniensis Collegii Corporis Christi 108, recueil de traités biologiques d'Aristote.
Nous pouvons aussi nous référer aux épigrammes de Léon conservées dans l'Anthologie palatine et qui expriment son goût pour les questions scientifiques et techniques : le poème IX, 578 est consacré au Traité des coniques d'Apollonios de Perga ; le IX, 200 porte sur l'œuvre des mécaniciens Markellos/Marcellus et Kyrinos/Quirinus ; le IX, 201 sur l'astrologue Paul d'Alexandrie; le IX, 202 a pour sujet un manuscrit composite contenant des œuvres de Théon d'Alexandrie et Proclos. Ces petits poèmes tenaient sans doute lieu d'ex-libris sur des manuscrits lui appartenant. Il est l'auteur de quelques centons conservés aussi dans l'Anthologie palatine.
Des commentaires scientifiques de Léon, nous avons conservé un fragment sur les éclipses de soleil et de lune, des scolies astrologiques sur l'ascendant de la nativité, une note sur la cinquième définition du livre VI d'Euclide, transcrite dans la marge d'un manuscrit (le Bodleianus d'Orville 301, manuscrit copié en 888 pour Aréthas de Césarée).
Léon est resté notamment dans les mémoires comme un astrologue, ce qui était au Moyen Âge le sens principal du mot grec μαθηματικός (en latin mathematicus). On lui attribuait de nombreuses prédictions : une bonne récolte à Thessalonique ; l'avènement de Basile Ier le Macédonien ; le tremblement de terre de 869 à Constantinople, ce qui lui aurait permis de se sauver. D'ailleurs, il ne prophétisait pas seulement par les astres : selon trois chroniqueurs, il aurait vu dans la chute d'une statue un présage de l'assassinat du césar Bardas. Plusieurs écrits astrologiques ont été conservés sous son nom. Ce trait le rapproche de son cousin Jean le Grammairien, le « patriarche-sorcier. »
Dans le domaine de la philosophie, une épigramme (IX, 214 dans l'Anthologie palatine) témoigne de l'admiration de Léon pour l’Isagogè de Porphyre, un ouvrage très apprécié au Moyen Âge. Mais l'un de ses principaux titres de gloire, c'est sa διόρθωσις ou révision du texte des Lois de Platon, dont le résultat figure dans le manuscrit Parisinus graecus 1807 (le plus ancien manuscrit de Platon qui nous soit parvenu, contenant en particulier la République, le Timée et les Lois,) : le travail a été mené à bien jusqu'au livre V, en 743 b, comme l'atteste la note marginale « fin de la révision de Léon le Philosophe », qui se trouve dans le manuscrit et est reprise dans ses copies. Le Par. gr. 1807 appartient à un groupe de manuscrits réalisés entre les années 850 et 880 par les groupes de savants constitués autour de Léon et de Photios et comprenant essentiellement les dialogues de Platon, des commentaires de ces dialogues par Proclos, Damascios et Olympiodore le Jeune, et des commentaires d'Aristote par Alexandre d'Aphrodise et Simplicios ; depuis qu'il a été identifié par T. W. Allen en 1893, ce groupe de manuscrits est appelé Collection philosophique ou collection platonicienne. Ces manuscrits témoignent d'un élargissement de la curiosité, surtout sous l'impulsion de Photios, par rapport à une première période de Léon centrée, en dehors de l’Organon d’Aristote, sur les mathématiciens et les astronomes.

Carte du télégraphe optique de Léon.

Léon a gardé aussi aux yeux de la postérité la réputation d'un ingénieur (μηχανικός). À vrai dire, la seule réalisation qui lui soit clairement imputée est le perfectionnement d'une sorte de télégraphe optique qui existait à travers l'Asie Mineure entre la capitale et la frontière de Cilicie menacée par les raids arabes : si l'on comprend bien, il y ajouta un code lié à des horloges synchronisées. En dehors de cela, des sources postérieures lui ont attribué assez arbitrairement d'autres réalisations, notamment les automates qui se trouvaient au Xe siècle dans la salle du trône du palais impérial, et dont une partie au moins datait du règne de Théophile.
La pensée de Léon était marquée par un intellectualisme dénué de toute ferveur religieuse proprement chrétienne. Bien qu'il n'y ait pas de raison de douter de la sincérité de son adhésion au christianisme, il s'exprime toujours sur le ton d'un scientifique et d'un philosophe ; certains passages paraissent même plus platoniciens que chrétiens. Ainsi, dans son poème sur Job, il évoque la mortalité humaine en termes scientifiques et cosmologiques : seul un idiot pleure, dit-il, si « ceux que l'amour des éléments compose sont décomposés ensuite par le désaccord et l'hostilité des mêmes éléments » (v. 256-257) ; vers la fin du poème, il identifie l'âme avec les sphères célestes au-dessus de la lune : « Sache ceci avant tout : tout ce qui est au-dessus de la lune est immuable et fixe, et tout ce qui est en bas peut changer et s'altérer. Comme l'âme a une substance céleste et divine, l'homme qui travaille pour lui-même et fait peu de cas de ce qui arrive ici-bas verra se dissiper sa peine et sa tranquillité resplendir à nouveau » (v. 615-621). Les vers suivants évoquent la décomposition des corps, dont rien ne subsiste.